# Luta preliminar
No wrestling profissional, um dark match é um combate que faz parte do card de um programa televisivo, mas que não é transmitido. A maior parte dos dark matches são realizados antes dos cards de wrestling; geralmente, um ou dois dark matches são feitos para "aquecer" o público para o evento televisivo. Contudo, o dark match também pode ocorrer no final do card, após as câmaras de TV se terem desligado. Isto é habitual no programa SmackDown da WWE onde é frequente haver um combate bónus após a gravação do programa estar concluída.